# Makasowo
Makasowo (ros. Макасово) – wieś (dieriewnia) w Rosji, w obwodzie niżnonowogrodzkim, w rejonie sosnowskim. W 2021 liczyła 488 mieszkańców.